# Vazov Rock
Der Vazov Rock (englisch; bulgarisch Вазов камък Wasow kamak) ist ein über 200 m hoher und felsiger Berg auf der Livingston-Insel im Archipel der Südlichen Shetlandinseln. Am südlichen Ausläufer des halbmondförmigen Peshev Ridge in den Tangra Mountains ragt er 1,25 km südsüdöstlich des Hauptgipfels des Peshev Ridge, 3,5 km westlich bis südlich des Aytos Point und 2,5 km nordöstlich des Samuel Point auf. Der Bojana-Gletscher liegt östlich und nordöstlich, der Vazov Point südlich und die Brunow Bay südwestlich von ihm.
Die bulgarische Kommission für Antarktische Geographische Namen benannte den Berg 2004 in Anlehnung an die Benennung der gleichnamigen Landspitze. Deren Namensgeber ist der bulgarische Schriftsteller Iwan Wasow (1850–1921).